# تاريخ شعب التات

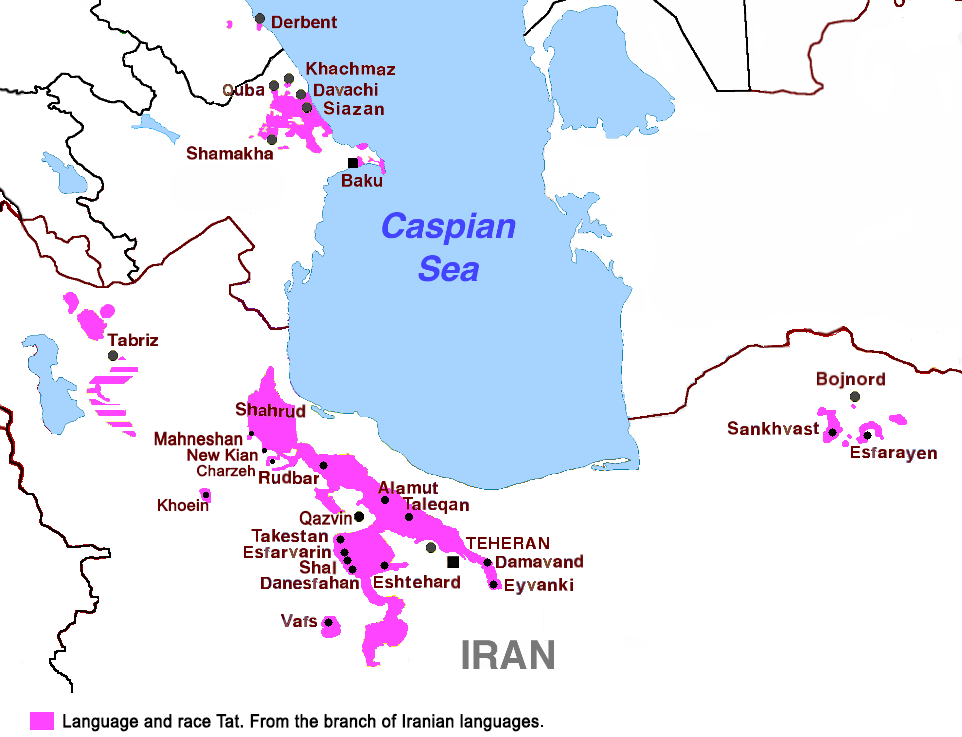
لغة التاتي هي أحد فروع اللغات الإيرانية، وهي شائعة أيضًا في إيران وشمال إيران في منطقة القوقاز. يتحدث بها بشكل رئيسي سكان محافظات قزوين، وزنجان، وأردبيل، وأراك، وطهران، والبرز. كما تنتشر هذه اللغة في القوقاز.

التاتيون أو التات (ولهم أسماء أخرى مثل الفرس والتات والبارسيين وداغلي ولاهيج وغيرها) أحد الشعوب الإيرانية التي تعيش في أذربيجان وروسيا (في جنوب جمهورية داغستان). يعتنق التات المذهبين الإسلاميين الشيعي والسني. يتركّز التات السنّة في مقاطعتي قوبا وشابران ضمن أذربيجان، ويستوطنون قرى داغستان (روسيا) إلى الغرب من مدينة دربند. يعيش التات أيضًا في جورجيا - غومبوري.
يعيش التات في أبشرون، ويُطلقون على أنفسهم اسم البارسيين، في حين يُطلق على التات في القرى الجبلية إلى الشمال الشرقي اسم داغلي. يستخدم مستوطنوا قرى لاهيج في مقاطعة إسماعيلي اسمًا آخرًا، ويطلقون على أنفسهم اسم لاهيج.

## اشتقاق الاسم
ظهر اسم التات للمرة الأولى في القرن الثامن. تغيّر معنى الاسم الإثني «تات» عدة مرات على مر القرون. وُجد اسم تات، في الفترة المبكرة، على النقوش التذكارية لملوك السلالة الأخمينية من بلاد فارس القديمة (يعود زمن ذكر النقش إلى القرن الخامس قبل الميلاد). تشير كلمة «تات» إلى إحدى القبائل الإيرانية القديمة، ومن الجدير بالذكر أن السكان المسيحيين في المناطق الجبلية من القرم حملوا اسم تات، لكنّ هؤلاء تكلّموا اللغة اليونانية.

## خلفية
لا يُعدّ تاريخ شعب التات مفهومًا بالكامل، وهناك القليل من الحقائق حول أصلهم. توجد نسخ متنوعة من شهادات المؤرخين حول أصل التات، فيميل بعض المؤرخين إلى الإيمان بأصلهم السكوثي، ويرجعون أسلافهم إلى قوم تبوري القدامى، في حين يتحدث مؤرخون آخرون عن أصلهم الساساني. هناك شهادات أخرى تقول أن أصلهم يهودي، وجرى إدماجهم لاحقًا ضمن اتحاد قبائل مساجيتاي.

## العصور الوسطى
ألّف التاتيون المجموعة السكانية الرئيسية في دولة شروان شاه.

## التكوين الإثني
تألّف التكوين الإثني لشعب التات بسبب اختلاط الشعوب الإيرانية والقوقازية والسامية مع بعضها. شارك المساجيتاي أيضًا، وبوضوح، في التكوين الإثني لشعب التات، وتأثر الأخير أيضًا بقبائل ألبانيا القوقازية والفاتحين العرب والترك.

## نظام الكتابة
كانت الفارسية اللغة التي استخدمها التات في الكتابة حتى اندلاع ثورة أكتوبر، في حين تحدّث قسمٌ صغير منهم اللغة العربية. بقيت اللغة التاتيّة لغةً غير مكتوبة في السنوات اللاحقة.

## تعداد سكان التات
وُجد أكثر من 100 ألف فرد ينتمي إلى شعب التات وفق إحصاء من عام 1921، في حين قُدّر عدد التات بـ60.5 آلاف فرد في عام 1931، وانخفض هذا العدد إلى 10 آلاف شخص في عام 1989. في سنة 1999، ادعى 10.9 آلاف فرد فقط أنهم ينتمون إلى شعب التات. يُعد التات أحد الشعوب الصغيرة في أذربيجان، وهو الأكثر تأثّرًا بعمليات الاندماج هناك، فيظهر ذلك بوضوح لدى مسلمي التات سكّان المناطق الحضرية. تعقّد كلّ تلك الأمور إجراء إحصاءٍ لمعرفة العدد الحقيقي لشعب التات. يدعي إم. وليلي بهارلي أن التات الذين تعرضوا لعملية التتريك يؤلفون غالبية الأذر-الترك في شمال غرب أذربيجان والمناطق الجبلية من مقاطعتي قوبا وشماخي وشبه جزيرة أبشرون.

## علم التات
أُنشئ علم التات في عام 2012.

## تات خراسان وتركمنستان
عُثر على اسم تات، في العصور الوسطى، ضمن الأراضي التي تنتمي اليوم إلى تركمانستان ومقاطعة خراسان الإيرانية.

## التات في جورجيا
وُصف الوضع الإثني بدقة شديدة في مناطق الاتحاد السوفيتي في الفترة السوفيتية، من بينها جورجيا أيضًا، لكن إحدى المجموعات الإثنية استطاعت الهرب من رقابة العلماء وهيكلية الدولة. هذه المجموعة هي اللاهيجي التي سُجلّ أفرادها في إحصاءات السكان ووثائق الهوية القانونية والرسمية على أنهم أذريّون. يجب الانتباه إلى عامل إضافي، وهو غياب ما يوثّق وجودَ هؤلاء الناس الذين صُنفوا وفق ذلك الاسم الإثني في أماكن أخرى من العالم.